# Сурини (родина)
Сурини (пол. Suryny) — давній український шляхетський рід, який панував на землях Київщини. Сповідували католицизм і православ'я. 
Один із пагорбів над Кам'янкою у Житомирі має назву Сурина гора.  

## Маєтки
У XVI столітті володіли маєтками: Білі Береги над Прип’ятю, Гаврилівці в Київському повіті, Варевичі, Іллінці та частками земель у Соколовичах, Гуничах і Раківщині в Овруцькому повіті.
А в XVII столітті в родини були наступні села: Бабиничі, Виступовичі, Гажин, Годотемль, Жерев, Кузьмичі, Покалів , Раківщина та Татариновичі. 
У першій половині XVIII століття за ними залишався Гостомель та вже у 1789 року був у власності Станіслава Прушинського.  
У XIX столітті Суринам належали частини земель у Браталів та Волосів в Житомирському повіті, а також хутір Людвиківка в Бердичівському повіті Київської губернії.

## Герб
Немиря та Станіслав Сурини в своїх печатках використовували М-подібний родовий знак з'єднаний стовпом із півмісяцем рогами догори. Цей родовий власний герб Суринів походив від герба Massalski.

## Відомі представники
Павло Сурин Путятич  — дворянин господарський, дружина Духна з Волчкевичів, дідичка Варевичів
- Немиря — бирчий київський
  - Андрій (пом. після 1581)
  - Гордій (пом. до 1598) — у шлюбі з княжною Марушою Остафіївною Ружинською
    - Олена (Гелена) — дружина Миколая Стефановича Стецького
- Станіслав (Стась) — у 1547 році отримав від польського короля на два роки замок Чорнобиль
  - Гарасим (пом. 1613) — київський земський підсудок (1597—1613 рр.). Від дружини ? Солтанівни отримав на посаг землі Овруцького повіту: Годотемль, Виступовичі, Гажин, Кузьмичі. Пізніше придбав Покалів
    - Іван (пом. до 1613)
      - Петро — власник села Виступовичі та Раківщина

    - Василь (пом. до 1613)
      - Адам — опікун синів Олени та Миколая Стецьких. Власник Годотемля. 
        - Мартин — писар гродський мстиславський (1632) 
          - Степан
            - Флоріан
              - Фаустин
                - Яків (Якуб) (1772-73) — одружений із Катериною Петжан (пол. Katarzyna Petrzan)
                  - Адольф-Йосип-Калясантій (пом. 1889, Житомир) — у 1833 році внесений до книги дворян Волинської губернії. Власник частини Волосова, губернський секретар. Був одружений 1844 року із Люциною Сташкевич (пол. Lucyna Staszkiewicz), пізніше із Доміцелією Келіус.  
                    - Антон-Норберт — провізор у містечку Червоне
                      - Роман (1887) — 1939 року заарештований у місті Вовковиськ як соціально небезпечний елемент. Відбув 8 років таборів у Караганді.

                    - Роман-Адольф
                    - Олександр (1847)
                    - Феліціяна (1849)
                    - Марія — дружина Грабовського
                    - Іоанна — дружина Подгорського
                    - Марія  — дружина Бржостовського

                  - Миколай-Іван — у 1833 році внесений до книги дворян Волинської губернії

    - Андрій (пом. 1619) — київський гродський писар (1600—1606 рр.), власник сіл Бабиничі та Жерев. У шлюбі з Ганною Бережецькою
      - Олександр — власник Виступовичів та Гажина. У шлюбі з Олександрою Іванівною Лозкою. У 1631 році його маєток був у заставі Корчевським.
      - Миколай — власник Татариновичів
      - Рафаїл — прийняв духовний сан та відмовився від володінь
      - Іван — власник сіл Жерев та Бабиничі (пізніше їх придбав Ян Ростковський)

  - Потій (пом. 1595) — продав у 1582 році частку Соколовичів Кмітам
- Томіла —  дружина Йозефа Малишка
- Полонія — дружина Кіндрата Кнєгинінського

У 1899 році до дворян Волинської губернії причислена родина Гілярія-Сигізмунда Яновича:
- Йосип Андрійович (1752-53 р.н.)  — дружина Христина Сущевич (пом. 1821 Дубно) власниця частини села Малий Браталів. 
  - Ян (Іван) (1791-92 р.н.)  — підпоручик артилерії. Успадкував маєток Малий Браталів, де й мешкав з родиною. Дружина Аделаїда.
    - Аделаїда (1824-25 р.н.)
    - Ян (Іван) (1826-27 р.н.)
    - Катажина (Катерина) (1829-30 р.н.)
    - Христина (1831-32 р.н. пом. 1896) — дівиця
    - Октавія (1832-33 р.н.)
    - Констанція (1833-34 р.н.)
    - Адам (1834-35 р.н.)
    - Гілярій-Сигізмунд  (пом. 1920) — успадкував від батька землі Малого Браталова. Причислений до дворян Волинської губернії 
      - Станіслав
      - Анелія
      - Марія (1892)
      - Аделія

    - Дорота (пом. 1893) — дівиця, мала незаконнонароджену доньку

  - Щесний (1792-93 р.н.)
  - Йозефа-Текля (1798)

У 1885 до дворян Київської губернії причислена гілка:
- Михайло Васильович
  - Аполон

### Інші представники
- Ремігіян — стольник житомирський (1688—1702), власник маєтку Виступовичі
  - Діонісій
    - Роман-Домінік-Каєтан
    - Ян-Флоріан-Міхал
    - Фелікс-Констанцій-Антоній
    - Міхал-Юліан-Максиміліан
    - Матеуш-Маврицій
- Юзеф — підстолій овруцький (1701—1729)
- Ян — мечник житомирський (1702—1715)
- Стефан — мечник чернігівський (1718—1750)